# نیکایا (بودایی)
نیکایا (انگلیسی: Nikāya) یک کلمه به زبان پالی به معنای «حجم» است. این اغلب مانند کلمهزبان سانسکریت āgama به معنای «مجموعه»، «مجموعه»، «کلاس» یا «گروه» در هر دو زبان پاخی و سانسکریت استفاده می‌شود. معمولاً در ارجاع به متون بودایی پالی زبان، تریپیتاکا یعنی آنهایی که در پیتاکا سوترا یافت می‌شوند، استفاده می‌شود. همچنین برای اشاره به دودمان رهبانی استفاده می‌شود، جایی که گاهی اوقات به عنوان «برادری رهبانی» ترجمه می‌شود.